# Pamparaptor micros
Pamparaptor micros Porfiri, Calvo & Santos, 2011 è un dinosauro teropode appartenente alla famiglia Dromeosauridae, sottofamiglia Unenlagiinae.

## Descrizione
Come il coesistente Neuquenraptor, Pamparaptor è un "foot taxon", ossia un taxon conosciuto solamente da ossa del piede, comprendenti anche il dito con l'artiglio falciforme tipico dei Deinonychosauria, volgarmente noti come "Raptor". L'olotipo (per l'appunto un piede sinistro articolato e quasi completo) è stato rinvenuto in Argentina occidentale in terreni che risalgono al Coniaciano e al Turoniano (Formazione Portezuelo, circa 94-84 milioni di anni fa per eccesso). La lunghezza stimata è inferiore al metro, rendendolo uno dei teropodi più piccoli del suo ecosistema. Alcuni studiosi sostengono che Pamparaptor potrebbe essere un sinonimo di qualche altro Unenlagiino della sua formazione (forse anche gli stessi Neuquenraptor e Unenlagia), ma i resti troppo frammentari non permettono un'adeguata comparazione tra questi generi. Il nome generico significa "predatore delle Pampas", mentre quello specifico (micros) sta a sottolineare proprio le dimensioni ridotte del dromeosauridi.